# Kloster Arneburg
Das Kloster St. Mariae und St. Thomae (auch Mönchskongregation, congregatio monachorum)  war ein Benediktinerkloster in Arneburg in der Altmark im 10. Jahrhundert.

## Geschichte
Es wurde von Graf Brun von Arneburg und dessen Frau Fridegun gegründet. Da er 978 starb, erfolgte diese davor. Er überließ dem Kloster die Hälfte der Burg und den dazugehörenden Besitz. Zwischen 981 und 983 stellte Papst Benedikt VII. ein Privileg für das Kloster aus und König Otto II. nahm es in seinen Schutz. Weitere Nachrichten sind nicht überliefert. Das Kloster wurde spätestens 997 bei einem slawischen Überfall auf die Burg zerstört.
1006 übertrug König Heinrich II. dem Erzstift Magdeburg dessen ehemaligen Besitz und das Recht, dort eine Kanonikerpropstei einzurichten. Ob dies tatsächlich geschah, ist unbekannt. Reste der Anlage sind nicht bekannt.